# 弗兰克·戈尔曼
弗兰克·戈尔曼（英語：Frank Gorman，1937年11月11日—），生于纽约，美国男子跳水运动员。他曾代表美国参加1964年夏季奥林匹克运动会跳水比赛，获得男子3米跳板银牌。